# Ernest Duvergier de Hauranne
Pour les articles homonymes, voir Duvergier de Hauranne.
Louis Prosper Ernest Duvergier de Hauranne, né le 7 mars 1843 à Paris et mort le 16 août 1877 à Trouville-sur-Mer, est un journaliste, auteur de récits de voyages et homme politique français.

## Biographie
Fils de Prosper Duvergier de Hauranne, et petit-fils du baron Charles Emmanuel Micoud d'Umons, Ernest Duvergier de Hauranne fait de bonnes études avant de voyager aux États-Unis. Rentré en France, il publie ses impressions (Huit mois en Amérique, lettres et notes (1866)), et écrit deux brochures politiques qui lui valent un certain renom : Le Gouvernement personnel et La Coalition libérale en 1869. Il est alors très répandu dans les cercles orléanistes.
Capitaine de mobiles pendant la guerre franco-allemande de 1870, blessé à Beaune-la-Rolande et décoré, il est l'un des deux candidats du parti conservateur dans le Cher et est élu le 2 juillet 1871 à l'Assemblée nationale. Il est réélu le 20 février 1876. Il se déclare en faveur de la République conservatrice, combat l'Ordre moral, représente l’arrondissement de Sancerre (1876) et est l’un des 363 députés qui se prononcèrent contre le cabinet de Broglie.
Journaliste et auteur de récits de voyage, Ernest Duvergier de Hauranne est principalement connu pour son ouvrage Huit mois en Amérique.

« À Montréal, je suis en pays français. Autant, il est déplaisant de rencontrer des indigènes qui, par politesse ou ostentation de science, veulent me baragouiner ma langue, autant résonne harmonieusement à mon oreille ce jargon normand qui a gardé tout l’accent du terroir. »

— Huit mois en Amérique, 5 août 1864, vol. 59, p. 106
Il est inhumé au cimetière du Père-Lachaise (13e division).

## Œuvres
- Huit mois en Amérique, lettres et notes de voyage, 1864-1865, Paris, A. Lacroix, Verboeckhoven et Cie, 1866
- La Coalition libérale Paris, Le Chevalier, 1869
- Le Gouvernement personnel Paris, Le Chevalier, 1869
- La République conservatrice, Paris, G. Baillière, 1873
- Les États-Unis pendant la guerre de Sécession, Éd. Albert Krebs, Paris, Calmann-Lévy, 1990
- Du Caractère de Faust et du génie de Goethe, Paris, E. Donnaud, [s. d.]

## Sources
- « Ernest Duvergier de Hauranne », dans Adolphe Robert et Gaston Cougny, Dictionnaire des parlementaires français, Edgar Bourloton, 1889-1891 [détail de l’édition]
- Biographie politique du dix-neuvième siècle, Paris, Société d'Éditions d’Art, 2e v., 1899, p. 94